# واکسن سیاه‌سرفه
واکسن سیاه‌سرفه (به انگلیسی: Pertussis vaccine) از بیماری سیاه‌سرفه پیشگیری می‌کند. ایمن‌سازی این واکسن جان میلیونها انسان را تا سال ۲۰۰۲ نجات داده است. دو نوع واکسن سیاه‌سرفه وجود دارد: واکسن Whole Cell و واکسن Acellular.